# Liste von Bischöfinnen

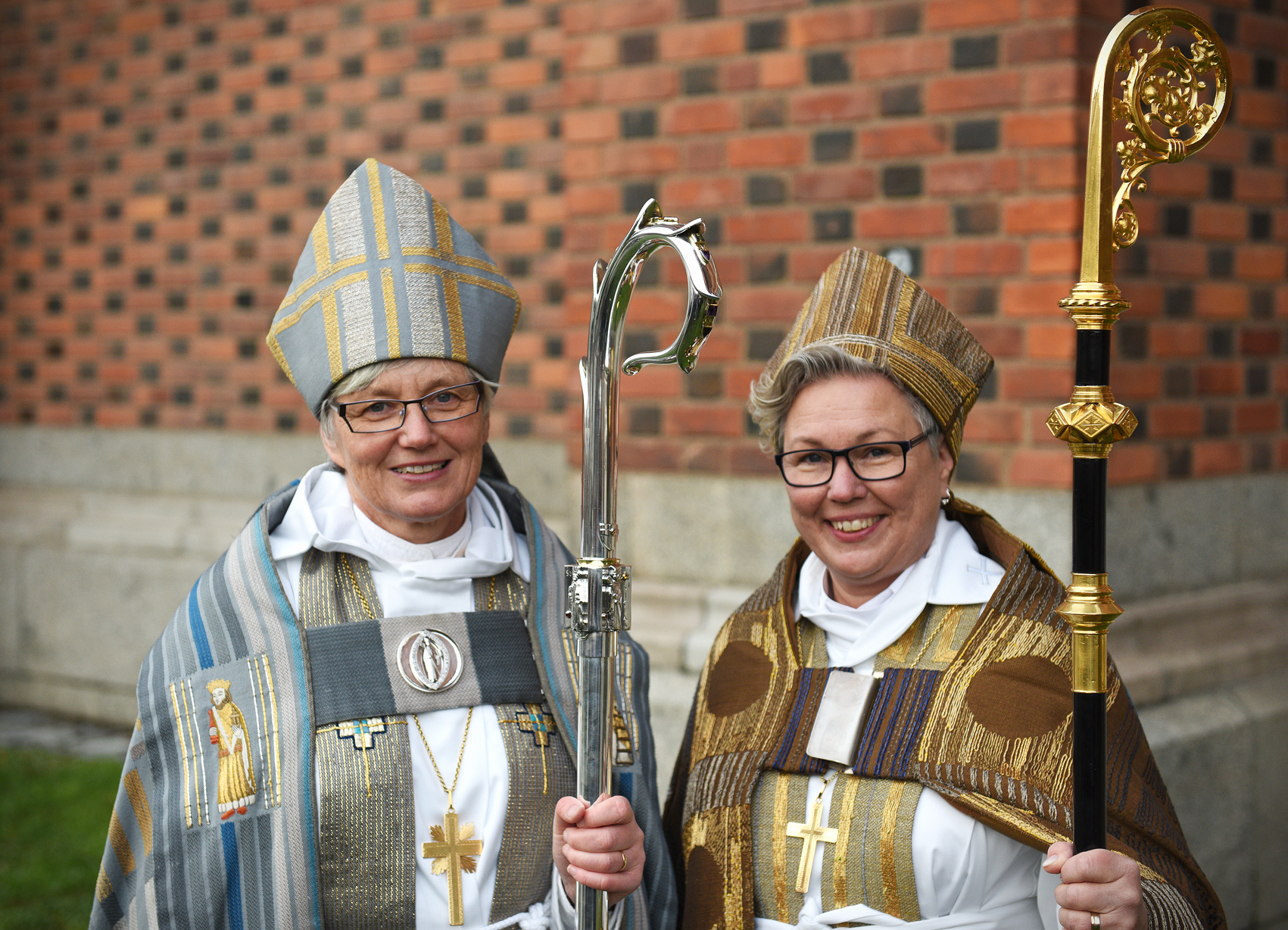
Antje Jackelén, Erzbischöfin von Uppsala, und die von ihr geweihte Bischöfin Eva Nordung Byström (2014)

Diese Liste von Bischöfinnen enthält die Namen von Frauen, die in ihrer Kirche zur Bischöfin gewählt wurden und daraufhin die Bischofsweihe empfingen oder in anderer Weise in ihr Amt eingeführt wurden, mit dem Beginn und Ende ihrer Amtszeit sowie dem Bistum, dem sie vorstanden oder vorstehen.
Nicht gelistet werden anglikanische Suffraganbischöfinnen und deutsche Regionalbischöfinnen.

## Geschichte
Dass Frauen das Bischofsamt bekleiden können, ist an sich eine Konsequenz der Frauenordination. Bei der kirchlichen Karriere waren Frauen aber zunächst durch den Effekt der Gläsernen Decke benachteiligt (englisch, bezogen auf religiöse Organisationen: stained glass ceiling).
Die erste Kirche, welche Frauen in das Bischofsamt wählte, war die Evangelisch-methodistische Kirche (United Methodist Church, UMC). Diese Kirche entsendet Geistliche für einen festgelegten Zeitraum in eine Gemeinde bzw. ein Bistum, ein Umstand, der sich als sehr günstig für den Aufstieg von Frauen in kirchliche Führungspositionen erwiesen hat. Erste Bischöfin wurde 1980 Marjorie Matthews.
Als Barbara Clementine Harris im Februar 1989 zur ersten Bischöfin in der Anglikanischen Gemeinschaft geweiht wurde, erregte das großes Aufsehen und Widerstand konservativer kirchlicher Kreise. Sie war Suffraganbischöfin und hatte damit zwar die gleichen liturgischen Aufgaben, aber weniger Machtbefugnisse als der Diözesanbischof von Massachusetts, dem sie zugeordnet war. Die erste Diözesanbischöfin in der Anglikanischen Gemeinschaft war Penny Jamieson (1990). In der Church of England (CofE) steht das Bischofsamt Frauen erst seit 2014 offen; als erste Frau empfing Libby Lane am 26. Januar 2015 als Suffraganbischöfin die Bischofsweihe der CofE; die erste Diözesanbischöfin der CofE ist Rachel Treweek (seit 2015).
Die römisch-katholische Kirche betrachtet die Weihe von Bischöfinnen im Luthertum und Anglikanismus als Erschwernis für die ökumenischen Beziehungen. Das gilt besonders für die Kirchen, die das historische Bischofsamt besitzen (Porvoo-Gemeinschaft). Es ist bekannt, dass Papst Johannes Paul II. keine Bischöfinnen empfing. Benedikt XVI. tat das zwar in seltenen Fällen, ohne dass es davon Fotos gibt. Aber Papst Franziskus tauschte bei der ökumenischen Feier am Reformationstag 2016 in Lund mit der schwedischen Erzbischöfin Antje Jackelén den Friedensgruß aus; beide umarmten sich.
In den Gliedkirchen der Evangelischen Kirche in Deutschland besteht ein historisches Bischofsamt nicht. Hier beobachtet Reinhard Frieling das sprachliche Phänomen, dass ein Bischof bzw. eine Bischöfin einer Landeskirche in der öffentlichen Wahrnehmung „mehr“ zu sein scheint als Präsides oder Kirchenpräsidenten anderer Landeskirchen. „In manchen evangelischen Kirchen macht man aus Pröpsten und Kreisdekanen neuerdings ‚Regionalbischöfe‘ … In Deutschland spricht man von einer ‚ersten evangelischen Bischöfin‘, obwohl schon lange vorher ‚Pröpstinnen‘ genau dasselbe episkopale Amt wahrgenommen haben wie eine ‚Bischöfin‘.“
In Österreich gelangte mit der Wahl von Maria Kubin zur Bischöfin der Altkatholischen Kirche Österreichs im Jahr 2023 erstmals eine Frau ins Bischofsamt. Sie ist darüber hinaus die erste Bischöfin der Altkatholischen Kirchen der Utrechter Union. Im Jahr 2025 folgte die Wahl von Cornelia Richter zur Bischöfin der Evangelischen Kirche A.B. in Österreich – sie tritt ihr Amt mit 1. Januar 2026 an. Ähnlich wie in Deutschland kannte man auch hier schon zuvor regional Superintendentinnen einzelner Superintendenturen; die erste war 1994 Gertraud Knoll.

## Alphabetische Liste
| Bild | Name                          | Amtszeit: Beginn | Amtszeit: Ende | Bistum | Kirche                                                                     | Bemerkungen |
| ---- | ----------------------------- | ---------------- | -------------- | --- | -------------------------------------------------------------------------- | --- |
|      | Anne Lise Ådnøy               | 2019             |                | Bistum Stavanger | Norwegische Kirche                                                         | |
|      | Virginia Aebischer            | 2020             |                | South Carolina Synod | Evangelical Lutheran Church in America                                     | [ 8 ] |
|      | Diana Akiyama                 | 2020             |                | Episcopal Diocese of Oregon | Episkopalkirche der Vereinigten Staaten von Amerika                        | [ 9 ] |
|      | Jane Alexander                | 2008             | 2021           | Bistum Edmonton | Anglikanische Kirche von Kanada                                            | |
|      | Kari Mangrud Alvsvåg          | 2022             |                | Bistum Borg | Norwegische Kirche                                                         | |
|      | Lucinda Ashby                 | 2020             |                | Episcopal Diocese of El Camino Real                                                                                                | Episkopalkirche der Vereinigten Staaten von Amerika                        | [ 10 ] |
|      | Irja Askola                   | 2010             | 2017           | Bistum Helsinki | Evangelisch-Lutherische Kirche Finnlands                                   | |
|      | Laura Barbins                 | 2020             |                | Northeastern Ohio Synod | Evangelical Lutheran Church in America                                     | [ 11 ] |
|      | Tracie Bartholomew            | 2013             |                | New Jersey Synod | Evangelical Lutheran Church in America                                     | [ 12 ] |
|      | Cathleen Chittenden Bascom    | 2019             |                | Episcopal Diocese of Kansas | Episkopalkirche der Vereinigten Staaten von Amerika                        | [ 13 ] |
|      | Jennifer Baskerville-Burrows  | 2017             |                | Episcopal Diocese of Indianapolis                                                                                                  | Episkopalkirche der Vereinigten Staaten von Amerika                        | [ 14 ] |
|      | Marinez Bassotto              | 2018             |                | Diocese Anglicana da Amazônia | Igreja Episcopal Anglicana do Brasil                                       | Erste Bischöfin ihrer Kirche, seit 2022 auch Primas                                                                                      |
|      | Susan Bell                    | 2018             |                | Anglican Diocese of Niagara | Anglikanische Kirche von Kanada                                            | [ 16 ] |
|      | Kennetha J. Bigham-Tsai       | 2023             |                | Iowa Episcopal Area | Evangelisch-methodistische Kirche                                          | [ 17 ] |
|      | Brenda Bos                    | 2021             |                | Southwest California Synod | Evangelical Lutheran Church in America                                     | [ 18 ] |
|      | Teresia Boström               | 2024             |                | Bistum Härnösand | Schwedische Kirche                                                         | |
|      | Sue Briner                    | 2018             |                | Southwestern Texas Synod | Evangelical Lutheran Church in America                                     | [ 19 ] |
|      | Francine A. Brookins          | 2021             |                | 18th Episcopal District (Lesotho, Swaziland, Botswana, Mozambique)                                                                 | African Methodist Episcopal Church                                         | [ 20 ] |
|      | Izani Bruch                   | 2019             |                | | Evangelisch-Lutherische Kirche in Chile                                    | Erste Bischöfin ihrer Kirche |
|      | Mariann Edgar Budde           | 2011             |                | Episcopal Diocese of Washington | Episkopalkirche der Vereinigten Staaten von Amerika                        | |
|      | Eva Brunne                    | 2009             | 2019           | Bistum Stockholm | Schwedische Kirche                                                         | |
|      | Shelley Bryan Wee             | 2019             |                | Northwest Washington Synod | Evangelical Lutheran Church in America                                     | [ 22 ] |
|      | Claire Shenot Burkat          | 2006             | 2018           | Southeastern Pennsylvania Synod | Evangelical Lutheran Church in America                                     | [ 23 ] |
|      | Helga Haugland Byfuglien      | 2011             | 2020           | Bistum Borg | Norwegische Kirche                                                         | |
|      | Tuulikki Koivunen Bylund      | 2009             | 2014           | Bistum Härnösand | Schwedische Kirche                                                         | |
|      | Eva Nordung Byström           | 2014             |                | Bistum Härnösand | Schwedische Kirche                                                         | |
|      | Laurie Larson Caesar          | 2019             |                | Oregon Synod | Evangelical Lutheran Church in America                                     | [ 24 ] |
|      | Susan Candea                  | 2019             |                | Central States Synod | Evangelical Lutheran Church in America                                     | [ 25 ] |
|      | Minerva G. Carcaño            | 2004             | 2012           | Phoenix Episcopal Area | Evangelisch-methodistische Kirche                                          | [ 26 ] |
|      | Minerva G. Carcaño            | 2012             | 2016           | Los Angeles Episcopal Area | Evangelisch-methodistische Kirche                                          | |
|      | Minerva G. Carcaño            | 2016             |                | San Francisco Episcopal Area | Evangelisch-methodistische Kirche                                          | |
|      | Jenny Chan                    | 2011             | 2014           | – | Evangelical Lutheran Church of Hong Kong                                   | [ 27 ] [ 28 ] |
|      | Marianne Christiansen         | 2013             | 2023           | Bistum Haderslev | Dänische Volkskirche                                                       | |
|      | Sharon A. Brown Christopher   | 1988             | 1996           | Minnesota Episcopal Area | Evangelisch-methodistische Kirche                                          | [ 29 ] |
|      | Sharon A. Brown Christopher   | 1996             | 2008           | Illinois Episcopal Area | Evangelisch-methodistische Kirche                                          | |
|      | Paula Clark                   | 2020             |                | Episcopal Diocese of Chicago | Episkopalkirche der Vereinigten Staaten von Amerika                        | Als erste Frau und erste Afroamerikanerin im Bischofsamt dieser Diözese 2020 gewählt; die Bischofsweihe wurde 2021 mehrfach aufgeschoben |
|      | Barbara Collins               | 2016             | 2022           | Upper Susquehanna Synod | Evangelical Lutheran Church in America                                     | [ 31 ] |
|      | Katia Cortez                  | 2024             |                | | Iglesia Luterana de Nicaragua                                              | [ 32 ] |
|      | Victoria Cortez Rodriguez     | 2004             | 2023           | | Iglesia Luterana de Nicaragua                                              | [ 33 ] |
|      | Judith Craig                  | 1984             | 1992           | Michigan Episcopal Area | Evangelisch-methodistische Kirche                                          | [ 34 ] |
|      | Judith Craig                  | 1992             | 2000           | West Ohio Episcopal Area | Evangelisch-methodistische Kirche                                          | |
|      | Jessica Crist                 | 2007             | 2019           | Montana Synod | Evangelical Lutheran Church in America                                     | [ 35 ] |
|      | Amy Current                   | 2020             |                | Southeastern Iowa Synod | Evangelical Lutheran Church in America                                     | [ 36 ] |
|      | Glenda S. Curry               | 2020             |                | Episcopal Diocese of Alabama | Episkopalkirche der Vereinigten Staaten von Amerika                        | [ 37 ] |
|      | Laila Riksaasen Dahl          | 2003             | 2014           | Bistum Tunsberg | Norwegische Kirche                                                         | |
|      | Barbara Darling               | 2008             | 2015           | Bistum Melbourne | Anglican Church of Australia                                               | [ 38 ] |
|      | Patricia Ann Curtis Davenport | 2018             |                | Southeastern Pennsylvania Synod | Evangelical Lutheran Church in America                                     | Erste afroamerikanische Bischöfin der ELCA.                                                                                              |
|      | Vivian Davila                 | 2024             |                | Caribbean Synod | Evangelical Lutheran Church in America                                     | [ 40 ] |
|      | Robin Dease                   | 2023             |                | North Georgia Episcopal Area, South Georgia Episcopal Area (ab 2024)                                                               | Evangelisch-methodistische Kirche                                          | [ 41 ] |
|      | Andrea DeGroot-Nesdahl        | 1995             | 2007           | South Dakota Synod | Evangelical Lutheran Church in America                                     | [ 42 ] |
|      | Griselda Delgadio Del Carpio  | 2010             |                | – | Episkopalkirche von Kuba                                                   | [ 43 ] |
|      | Suzanne Dillahunt             | 2013             |                | Southern Ohio Synod | Evangelical Lutheran Church in America                                     | [ 44 ] |
|      | Dalcy Badeli Dlamini          | 2022             |                | Diözese Eswatini | Anglican Church of Southern Africa                                         | [ 45 ] |
|      | Elisabeth Dons Christensen    | 2003             | 2014           | Bistum Ribe | Dänische Volkskirche                                                       | |
|      | Shannon Rogers Duckworth      | 2022             |                | Episcopal Diocese of Louisiana | Episkopalkirche der Vereinigten Staaten von Amerika                        | [ 46 ] |
|      | DeDe Duncan-Probe             | 2016             |                | Episcopal Diocese of Central New York                                                                                              | Episkopalkirche der Vereinigten Staaten von Amerika                        | |
|      | Sally Dyck                    | 2004             | 2012           | Minnesota Episcopal Area | Evangelisch-methodistische Kirche                                          | [ 47 ] |
|      | Sally Dyck                    | 2012             | 2020           | Northern Illinois Episcopal Area                                                                                                   | Evangelisch-methodistische Kirche                                          | |
|      | Anne Dyer                     | 2018             |                | Bistum Aberdeen und Orkney | Scottish Episcopal Church                                                  | |
|      | LaTrelle Easterling           | 2016             |                | Baltimore-Washington Episcopal Area                                                                                                | Evangelisch-methodistische Kirche                                          | [ 48 ] |
|      | Elizabeth A. Eaton            | 2007             |                | Northeastern Ohio Synod | Evangelical Lutheran Church in America                                     | Leitende Bischöfin der ELCA seit 2013 |
|      | Anne Edison-Albright          | 2020             |                | East-Central Synod of Wisconsin | Evangelical Lutheran Church in America                                     | [ 49 ] |
|      | Dottie Escobedo-Frank         | 2022             |                | Los Angeles Episcopal Area | Evangelisch-methodistische Kirche                                          | [ 50 ] |
|      | Filomena Tete Estevão         | 2023             |                | Diözese Bom Pasteur | Igreja Anglicana de Mocambique e Angola                                    | Erste Bischöfin in Angola |
|      | Ruby-Nell M. Estrella         | 2023             |                | Manila Episcopal Area | Evangelisch-methodistische Kirche                                          | [ 52 ] |
|      | Hannah Faal-Heim              | 2011             |                | – | Methodistische Kirche Gambias                                              | |
|      | Vivienne Faull                | 2018             |                | Diözese Bristol | Church of England                                                          | [ 53 ] |
|      | Kirsten Fehrs                 | 2011             |                | Sprengel Hamburg und Lübeck | Evangelisch-Lutherische Kirche in Norddeutschland                          | |
|      | Stacie Fidlar                 | 2022             |                | Northern Illinois Synod | Evangelical Lutheran Church in America                                     | [ 54 ] |
|      | Katherine Finegan             | 2017             |                | Northern Great Lakes Synod | Evangelical Lutheran Church in America                                     | [ 55 ] |
|      | Herborg Finnset               | 2017             |                | Bistum Nidaros | Norwegische Kirche                                                         | |
|      | Violet Fisher                 | 2000             | 2008           | New York West Episcopal Area | Evangelisch-methodistische Kirche                                          | [ 56 ] |
|      | Solveig Fiske                 | 2006             | 2022           | Bistum Hamar | Norwegische Kirche                                                         | |
|      | Guli Francis-Dehqani          | 2021             |                | Diözese Chelmsford | Church of England                                                          | [ 57 ] |
|      | Sally French                  | 2023             |                | Episcopal Diocese of New Jersey | Episkopalkirche der Vereinigten Staaten von Amerika                        | |
|      | Marisa Freitas                | 2001             | 2021           | Região Missionária do Nordeste | Evangelisch-methodistische Kirche Brasilien                                | [ 58 ] |
|      | Ulrica Fritzson               | 2024             |                | Bistum Skara | Schwedische Kirche                                                         | |
|      | Mary Froiland                 | 2013             | 2018           | South-Central Synod of Wisconsin                                                                                                   | Evangelical Lutheran Church in America                                     | [ 59 ] |
|      | Sandra Fyfe                   | 2020             |                | Diözese Nova Scotia and Prince Edward Island                                                                                       | Anglikanische Kirche von Kanada                                            | [ 60 ] |
|      | Marianne Gaarden              | 2017             |                | Bistum Lolland-Falster | Dänische Volkskirche                                                       | |
|      | Elizabeth Bonforte Gardner    | 2022             |                | Episcopal Diocese of Nevada | Episkopalkirche der Vereinigten Staaten von Amerika                        | [ 61 ] |
|      | Anne Germond                  | 2018             |                | Anglican Diocese of Algoma | Anglikanische Kirche von Kanada                                            | Erzbischöfin von Algoma und Moosonee, Metropolitan der Kirchenprovinz Ontario                                                            |
|      | Amy Gohdes-Luhman             | 2023             |                | Northern Province of the Moravian Church in America                                                                                | Herrnhuter Brüdergemeine                                                   | [ 63 ] |
|      | Kay Goldsworthy               | 2015             | 2017           | Anglican Diocese of Gippsland | Anglican Church of Australia                                               | [ 64 ] |
|      | Kay Goldsworthy               | 2018             |                | Erzbistum Perth | Anglican Church of Australia                                               | |
|      | Rusudan Gotsiridze            | 2009             |                | Zentralregion | Evangelisch-baptistische Kirche von Georgien                               | |
|      | Mary Gray-Reeves              | 2007             | 2020           | Episcopal Diocese of El Camino Real                                                                                                | Episkopalkirche der Vereinigten Staaten von Amerika                        | |
|      | Anna Greenwood-Lee            | 2022             |                | Diocese of British Columbia | Anglikanische Kirche von Kanada                                            | [ 65 ] |
|      | Magda Guedes Pereira          | 2021             |                | Diocese Anglicana do Paraná | Igreja Episcopal Anglicana do Brasil                                       | [ 66 ] |
|      | Sunniva Gylver                | 2025             |                | Bistum Oslo | Norwegische Kirche                                                         | |
|      | Constanze Hagmaier            | 2019             |                | South Dakota Synod | Evangelical Lutheran Church in America                                     | [ 67 ] |
|      | Lorna Halaas                  | 2019             |                | Western Iowa Synod | Evangelical Lutheran Church in America                                     | [ 68 ] |
|      | Laurie Haller                 | 2016             |                | Dakotas-Minnesota Episcopal Area                                                                                                   | Evangelisch-methodistische Kirche                                          | [ 69 ] |
|      | Christine Hardman             | 2015             | 2021           | Diözese Newcastle | Church of England                                                          | |
|      | Helen-Ann Hartley             | 2014             | 2017           | Anglican Diocese of Waikato and Taranaki                                                                                           | Anglican Church in Aotearoa, New Zealand and Polynesia                     | Seit 2018 Suffraganbischöfin der CofE (Bistum Ripon)                                                                                     |
|      | Cynthia Fierro Harvey         | 2012             |                | Louisiana Episcopal Area | Evangelisch-methodistische Kirche                                          | [ 70 ] |
|      | Regina Hassanally             | 2019             |                | Southeastern Minnesota Synod | Evangelical Lutheran Church in America                                     | [ 71 ] |
|      | Susan Hassinger               | 1996             | 2004           | Boston Episcopal Area | Evangelisch-methodistische Kirche                                          | [ 72 ] |
|      | Sue Haupert-Johnson           | 2016             |                | North Georgia Episcopal Area | Evangelisch-methodistische Kirche                                          | [ 73 ] |
|      | Susan Bunton Haynes           | 2020             |                | Episcopal Diocese of Southern Virginia                                                                                             | Episkopalkirche der Vereinigten Staaten von Amerika                        | [ 74 ] |
|      | Guðrún Karls Helgudóttir      | 2024             |                | – | Isländische Staatskirche                                                   | |
|      | Carol S. Hendrix              | 2001             | 2007           | Lower Susquehanna Synod | Evangelical Lutheran Church in America                                     | [ 75 ] |
|      | E. Anne Henning-Byfield       | 2016             |                | 13th Episcopal District (Kentucky, East Tennessee, West Tennessee, Tennessee)                                                      | African Methodist Episcopal Church                                         | Präsidentin der Bischofskonferenz |
|      | Alba Sally Sue Hernandez      | 2022             |                | Diocese of Mexico | Anglican Church of Mexico                                                  | Erste Bischöfin in Mexico |
|      | Patricia Hillas               | 2024             |                | Diözese Sodor and Man | Church of England                                                          | [ 78 ] |
|      | Kaisamari Hintikka            | 2019             |                | Bistum Espoo | Evangelisch-Lutherische Kirche Finnlands                                   | |
|      | Beate Hofmann                 | 2019             |                | – | Evangelische Kirche von Kurhessen-Waldeck                                  | Landesbischöfin |
|      | Carlye J. Hughes              | 2018             |                | Episcopal Diocese of Newark | Episkopalkirche der Vereinigten Staaten von Amerika                        | Erste Frau und erste Afroamerikanerin im Bischofsamt dieser Diözese.                                                                     |
|      | Janice Riggle Huie            | 1996             | 2004           | Arkansas Episcopal Area | Evangelisch-methodistische Kirche                                          | |
|      | Janice Riggle Huie            | 2004             | 2016           | Houston Episcopal Area | Evangelisch-methodistische Kirche                                          | |
|      | Deborah K. Hutterer           | 2018             |                | Grand Canyon Synod | Evangelical Lutheran Church in America                                     | [ 80 ] |
|      | Carolyn Tanner Irish          | 1996             | 2010           | Episcopal Diocese of Utah | Episkopalkirche der Vereinigten Staaten von Amerika                        | |
|      | Mary Irwin-Gibson             | 2015             |                | Anglican Diocese of Montreal | Anglikanische Kirche von Kanada                                            | |
|      | Antje Jackelén                | 2007             | 2014           | Bistum Lund | Schwedische Kirche                                                         | |
|      | Antje Jackelén                | 2014             | 2022           | Erzbistum Uppsala | Schwedische Kirche                                                         | Erste Erzbischöfin der Schwedischen Kirche                                                                                               |
|      | Penny Jamieson                | 1990             | 2004           | Anglican Diocese of Dunedin | Anglican Church in Aotearoa, New Zealand and Polynesia                     | Erste Diözesanbischöfin der Anglikanischen Gemeinschaft                                                                                  |
|      | Teresa E. Jefferson-Snorton   | 2011             | 2022           | Fifth episcopal district | Christian Methodist Episcopal Church                                       | Erste Bischöfin in ihrer Kirche |
|      | Katharine Jefferts Schori     | 2001             | 2006           | Episcopal Diocese of Nevada | Episkopalkirche der Vereinigten Staaten von Amerika                        | |
|      | Katharine Jefferts Schori     | 2006             | 2015           | – | Episkopalkirche der Vereinigten Staaten von Amerika                        | Presiding bishop |
|      | Sophie Jelley                 | 2025             |                | Diözese Coventry | Church of England                                                          | |
|      | Maria Jepsen                  | 1992             | 2010           | Sprengel Hamburg (ab 2008 Sprengel Hamburg-Lübeck)                                                                                 | Nordelbische Evangelisch-Lutherische Kirche                                | Weltweit erste lutherische Bischöfin. |
|      | Ragnhild Jepsen               | 2023             |                | Bistum Bjørgvin | Norwegische Kirche                                                         | |
|      | Marie Jerge                   | 2002             | 2014           | Upstate New York Synod | Evangelical Lutheran Church in America                                     | |
|      | Jāna Jēruma-Grīnberga         | 2009             | 2014           | – | Lutheran Church in Great Britain                                           | Erste Frau, die in Großbritannien zur Bischöfin geweiht wurde.                                                                           |
|      | Karin Johannesson             | 2019             |                | Erzbistum Uppsala | Schwedische Kirche                                                         | |
|      | Peggy Johnson                 | 2008             | 2021           | Philadelphia Episcopal Area | Evangelisch-methodistische Kirche                                          | [ 82 ] |
|      | Susan Johnson                 | 2007             |                | – | Evangelical Lutheran Church in Canada                                      | Leitende Bischöfin (National Bishop) |
|      | Meghan Johnston Aelabouni     | 2024             |                | Rocky Mountain Synod | Evangelical Lutheran Church in America                                     | [ 83 ] |
|      | Anne B. Jolly                 | 2023             |                | Episcopal Diocese of Ohio | Episkopalkirche der Vereinigten Staaten von Amerika                        | [ 84 ] |
|      | Laurie Jungling               | 2019             |                | Montana Synod | Evangelical Lutheran Church in America                                     | [ 85 ] |
|      | Ilse Junkermann               | 2009             | 2019           | – | Evangelische Kirche in Mitteldeutschland                                   | Landesbischöfin |
|      | Ann-Helen Fjeldstad Jusnes    | 2016             | 2023           | Bistum Sør-Hålogaland | Norwegische Kirche                                                         | |
|      | Charlene Kammerer             | 1996             | 2012           | Charlotte Episcopal Area | Evangelisch-methodistische Kirche                                          | [ 86 ] |
|      | Margot Käßmann                | 1999             | 2010           | – | Evangelisch-lutherische Landeskirche Hannovers                             | Landesbischöfin |
|      | Aliveli S. Katakshamma        | 1996             | 1997           | Bistum Bhadrachalam | Good Samaritan Evangelical Lutheran Church (GSELC), Andhra Pradesh, Indien | Erste lutherische Bischöfin Asiens |
|      | Leontine T. C. Kelly          | 1984             | 1988           | San Francisco Episcopal Area | Evangelisch-methodistische Kirche                                          | Erste afroamerikanische Bischöfin (und zweite Bischöfin überhaupt)                                                                       |
|      | Helen Kennedy                 | 2022             |                | Bistum Qu'Appelle | Anglikanische Kirche von Kanada                                            | [ 89 ] |
|      | Vicentia Kgabe                | 2021             |                | Bistum Lesotho | Anglican Church of Southern Africa                                         | [ 90 ] |
|      | Deborah Kiesey                | 2004             | 2012           | Dakotas Episcopal Area | Evangelisch-methodistische Kirche                                          | [ 91 ] |
|      | Chilton R. Knudsen            | 1998             | 2008           | Episcopal Diocese of Maine | Episkopalkirche der Vereinigten Staaten von Amerika                        | [ 92 ] |
|      | Rosemarie Köhn                | 1993             | 2006           | Bistum Hamar | Norwegische Kirche                                                         | |
|      | Caroline Krook                | 1998             | 2009           | Bistum Stockholm | Schwedische Kirche                                                         | |
|      | Maria Kubin                   | 2023             |                | | Altkatholische Kirche Österreichs                                          | |
|      | Wilma Kucharek                | 2002             |                | Slovak Zion Synod | Evangelical Lutheran Church in America                                     | [ 93 ] |
|      | Kristen E. M. Kuempel         | 2017             | 2023           | Northwest Intermountain Synod | Evangelical Lutheran Church in America                                     | [ 94 ] |
|      | Kristina Kühnbaum-Schmidt     | 2019             |                | – | Evangelisch-Lutherische Kirche in Norddeutschland                          | Landesbischöfin |
|      | Pushpa Lalitha                | 2013             |                | Bistum Nandyal | Church of South India                                                      | |
|      | Libby Lane                    | 2019             |                | Diözese Derby | Church of England                                                          | Erste Frau, die in der Church of England die Bischofsweihe empfing                                                                       |
|      | April Ulring Larson           | 1992             | 2008           | La Crosse Area Synod | Evangelical Lutheran Church in America                                     | Erste Bischöfin der ELCA. |
|      | Linda Lee                     | 2000             | 2004           | Michigan Episcopal Area | Evangelisch-methodistische Kirche                                          | [ 96 ] |
|      | Linda Lee                     | 2004             | 2012           | Wisconsin Episcopal Area | Evangelisch-methodistische Kirche                                          | |
|      | Mari Leppänen                 | 2021             |                | Erzbistum Turku | Evangelisch-Lutherische Kirche Finnlands                                   | [ 97 ] |
|      | Sharma Lewis                  | 2016             | 2022           | Richmond Episcopal Area | Evangelisch-methodistische Kirche                                          | [ 98 ] |
|      | Sharma Lewis                  | 2023             |                | Mississippi Episcopal Area | Evangelisch-methodistische Kirche                                          | |
|      | Tine Lindhardt                | 2012             | 2023           | Bistum Fünen | Dänische Volkskirche                                                       | |
|      | Kimberly Lucas                | 2019             |                | Episcopal Diocese of Colorado | Episkopalkirche der Vereinigten Staaten von Amerika                        | |
|      | Patricia Lull                 | 2014             | 2020           | Saint Paul Area Synod | Evangelical Lutheran Church in America                                     | [ 99 ] |
|      | Sarah Macneil                 | 2014             | 2018           | Anglican Diocese of Grafton | Anglican Church of Australia                                               | |
|      | Shannon MacVean-Brown         | 2019             |                | Episcopal Diocese of Vermont | Episkopalkirche der Vereinigten Staaten von Amerika                        | |
|      | Maria Mucamba Mahota          | 2023             | 2027           | Mozambique District | Methodist Church of Southern Africa                                        | |
|      | Purity Malinga                | 1999             | 2008           | Natal Coastal region | Methodist Church of Southern Africa                                        | Erste Bischöfin der Methodist Church of Southern Africa                                                                                  |
|      | Purity Malinga                | 2019             | 2024           | Presiding Bishop | Methodist Church of Southern Africa                                        | Erste leitende Bischöfin der Methodist Church of Southern Africa                                                                         |
|      | Tracy Smith Malone            | 2016             | 2024           | Ohio East Episcopal Area | Evangelisch-methodistische Kirche                                          | |
|      | Tracy Smith Malone            | 2024             |                | Indiana Episcopal Area | Evangelisch-methodistische Kirche                                          | [ 102 ] |
|      | Lydia Mamakwa                 | 2014             |                | Anglican Diocese of Mishamikoweesh                                                                                                 | Anglikanische Kirche von Kanada                                            | [ 103 ] |
|      | Linda Mandindi                | 2018             | 2027           | Natal Coastal region | Methodist Church of Southern Africa                                        | |
|      | Meggan Manlove                | 2023             |                | Northwest Intermountain Synod | Evangelical Lutheran Church in America                                     | [ 104 ] |
|      | Marika Markovits              | 2023             |                | Bistum Linköping | Schwedische Kirche                                                         | |
|      | Margarita Martinez            | 2001             | 2007           | Caribbean Synod | Evangelical Lutheran Church in America                                     | [ 105 ] |
|      | Marjorie Matthews             | 1980             | 1984           | Wisconsin Episcopal Area | Evangelisch-methodistische Kirche                                          | Weltweit erste Frau im Bischofsamt. |
|      | Victoria Matthews             | 1997             | 2007           | Anglican Diocese of Edmonton | Anglikanische Kirche von Kanada                                            | |
|      | Victoria Matthews             | 2008             | 2018           | Anglican Diocese of Christchurch                                                                                                   | Anglican Church in Aotearoa, New Zealand and Polynesia                     | |
|      | Mary Adelia McLeod            | 1993             | 2001           | Episcopal Diocese of Vermont | Episkopalkirche der Vereinigten Staaten von Amerika                        | Erste Diözesanbischöfin der Episkopalkirche                                                                                              |
|      | Lynne McNaughton              | 2019             |                | Anglican Diocese of Kootenay | Anglikanische Kirche von Kanada                                            | seit 2021 auch Metropolitan der Kirchenprovinz British Columbia und Yukon                                                                |
|      | Laura Merrill                 | 2023             |                | Arkansas Episcopal Area | Evangelisch-methodistische Kirche                                          | [ 108 ] |
|      | Jane Middleton                | 2004             | 2012           | Harrisburg Episcopal Area | Evangelisch-methodistische Kirche                                          | [ 109 ] |
|      | Ingeborg Midttømme            | 2008             |                | Bistum Møre | Norwegische Kirche                                                         | |
|      | Phyllis Blair Milton          | 2023             |                | Virginia Synod | Evangelical Lutheran Church in America                                     | [ 110 ] |
|      | Betsey Monnot                 | 2021             |                | Episcopal Diocese of Iowa | Episkopalkirche der Vereinigten Staaten von Amerika                        | [ 111 ] |
|      | Cynthia Moore-Koikoi          | 2016             |                | Pittsburg Episcopal Area | Evangelisch-methodistische Kirche                                          | [ 112 ] |
|      | Tessa Moon Leiseth            | 2020             |                | Eastern North Dakota Synod | Evangelical Lutheran Church in America                                     | [ 113 ] |
|      | Charmaine Morgan              | 2020             | 2023           | Namibia Synod | Methodist Church of Southern Africa                                        | [ 114 ] |
|      | Susan Morrison                | 1988             | 1996           | Philadelphia Episcopal Area | Evangelisch-methodistische Kirche                                          | [ 115 ] |
|      | Susan Morrison                | 1996             | 2006           | Albany Episcopal Area | Evangelisch-methodistische Kirche                                          | |
|      | Joy Mortensen-Wiebe           | 2020             |                | South-Central Synod of Wisconsin                                                                                                   | Evangelical Lutheran Church in America                                     | [ 116 ] |
|      | Yvette Moses                  | 2020             | 2024           | Cape of Good Hope District | Methodist Church of Southern Africa                                        | [ 117 ] |
|      | Mamsi Mothupi                 | 2022             | 2026           | Northern Free State & Lesotho District                                                                                             | Methodist Church of Southern Africa                                        | |
|      | Sue Moxley                    | 2007             | 2014           | Anglican Diocese of Nova Scotia and Prince Edward Island                                                                           | Anglikanische Kirche von Kanada                                            | [ 118 ] |
|      | Sarah Mullally                | 2018             |                | Bistum London | Church of England                                                          | |
|      | Paneeraq Siegstad Munk        | 2020             |                | Bistum Grönland (teilautonom) | Dänische Volkskirche                                                       | |
|      | Vashti Murphy McKenzie        | 2000             |                | 18th Episcopal District (Lesotho, Swaziland, Botswana, Mozambique)                                                                 | African Methodist Episcopal Church                                         | Seit 2005 titular head of the AME Church                                                                                                 |
|      | Jen Nagel                     | 2024             |                | Minneapolis Area Synod | Evangelical Lutheran Church in America                                     | [ 119 ] |
|      | Idalia Negrón-Caamaño         | 2018             | 2024           | Caribbean Synod | Evangelical Lutheran Church in America                                     | [ 120 ] |
|      | Hilja Nghaangulwa             | 2025             |                | – | Evangelisch-Lutherische Kirche in Namibia                                  | zweite lutherische Bischöfin in Afrika und erste in Namibia                                                                              |
|      | Joaquina Filipe Nhanala       | 2008             |                | Mozambique Episcopal Area | Evangelisch-methodistische Kirche                                          | Erste Bischöfin der UMC in Afrika |
|      | Linda Nicholls                | 2016             | 2019           | Anglican Diocese of Huron | Anglikanische Kirche von Kanada                                            | |
|      | Linda Nicholls                | 2019             |                | – | Anglikanische Kirche von Kanada                                            | Primate of the Anglican Church of Canada                                                                                                 |
|      | Sondlile Nkwanyana            | 2022             | 2026           | Highveld & Eswatini District | Methodist Church of Southern Africa                                        | |
|      | Nkechi Nwosu                  | 2022             |                | Bistum Jos | Methodist Church Nigeria                                                   | [ 122 ] |
|      | Åsa Nyström                   | 2018             |                | Bistum Luleå | Schwedische Kirche                                                         | |
|      | Pumla Nzimande                | 2024             |                | Presiding Bishop | Methodist Church of Southern Africa                                        | |
|      | Christina Odenberg            | 1997             | 2007           | Bistum Lund | Schwedische Kirche                                                         | |
|      | Amy Odgren                    | 2020             |                | Northeastern Minnesota Synod | Evangelical Lutheran Church in America                                     | [ 123 ] |
|      | Rose Okeno                    | 2021             |                | Bistum Butere | Anglican Church of Kenya                                                   | [ 124 ] |
|      | Sandra Kay Olewine            | 2024             |                | San Francisco Episcopal Area | Evangelisch-methodistische Kirche                                          | [ 125 ] |
|      | Karen Oliveto                 | 2016             |                | Mountain Sky Episcopal Area | Evangelisch-methodistische Kirche                                          | [ 126 ] |
|      | Emily Awino Onyango           | 2021             |                | Bistum Bondo | Anglican Church of Kenya                                                   | Erste anglikanische Bischöfin in Ost- und Zentralafrika                                                                                  |
|      | Leila Ortiz                   | 2019             |                | Metropolitan Washington DC Synod                                                                                                   | Evangelical Lutheran Church in America                                     | [ 128 ] |
|      | June Osborne                  | 2017             | 2022           | Bistum Llandaff | Church in Wales                                                            | |
|      | Rachael Parker                | 2024             |                | Anglican Diocese of Brandon | Anglikanische Kirche von Kanada                                            | [ 129 ] |
|      | Mari Parkkinen                | 2023             |                | Bistum Mikkeli | Evangelisch-Lutherische Kirche Finnlands                                   | [ 130 ] |
|      | Margaret Payne                | 2000             | 2010           | New England Synod | Evangelical Lutheran Church in America                                     | [ 131 ] |
|      | Dee Pederson                  | 2021             |                | Southwestern Minnesota Synod | Evangelical Lutheran Church in America                                     | [ 132 ] |
|      | Joanna Penberthy              | 2017             | 2023           | Diözese St Davids | Church in Wales                                                            | Erste Bischöfin der Church in Wales |
|      | Bonnie Perry                  | 2020             |                | Episcopal Diocese of Michigan | Episkopalkirche der Vereinigten Staaten von Amerika                        | |
|      | Sofie Petersen                | 1995             | 2020           | Bistum Grönland (teilautonom) | Dänische Volkskirche                                                       | |
|      | Clara Plamondon               | 2024             |                | Territory of the People | Anglikanische Kirche von Kanada                                            | [ 133 ] |
|      | Lanette L. Plambeck           | 2023             |                | Dakotas-Minnesota Episcopal Area                                                                                                   | Evangelisch-methodistische Kirche                                          | [ 134 ] |
|      | Wai Quayle                    | 2019             |                | Te Pīhopatanga o Te Upoko o Te Ika                                                                                                 | Anglican Church in Aotearoa, New Zealand and Polynesia                     | |
|      | Sharon Rader                  | 1992             | 2008           | Wisconsin Episcopal Area | Evangelisch-methodistische Kirche                                          | [ 135 ] |
|      | Susanne Rappmann              | 2018             |                | Bistum Göteborg | Schwedische Kirche                                                         | |
|      | Lise-Lotte Rebel              | 1995             | 2021           | Bistum Helsingør | Dänische Volkskirche                                                       | |
|      | Jennifer A. Reddall           | 2019             |                | Episcopal Diocese of Arizona | Episkopalkirche der Vereinigten Staaten von Amerika                        | [ 136 ] |
|      | Mona Reide                    | 2018             |                | 34 Episcopal Diocese Sierra Leone                                                                                                  | Pentecostal Assemblies of the World                                        | [ 137 ] |
|      | Gretchen Rehberg              | 2017             |                | Episcopal Diocese of Spokane | Episkopalkirche der Vereinigten Staaten von Amerika                        | |
|      | Cornelia Richter              | 2026             |                | | Evangelische Kirche A.B. in Österreich                                     | |
|      | Nedi Rivera                   | 2009             | 2015           | Episcopal Diocese of Eastern Oregon                                                                                                | Episkopalkirche der Vereinigten Staaten von Amerika                        | |
|      | Phoebe Alison Roaf            | 2019             |                | Episcopal Diocese of West Tennessee                                                                                                | Episkopalkirche der Vereinigten Staaten von Amerika                        | |
|      | Audrey Scanlan                | 2015             |                | Episcopal Diocese of Central Pennsylvania                                                                                          | Episkopalkirche der Vereinigten Staaten von Amerika                        | [ 138 ] |
|      | Paula Schmitt                 | 2021             |                | Allegheny Synod | Evangelical Lutheran Church in America                                     | [ 139 ] |
|      | Debbie Sellin                 | 2024             |                | Diözese Peterborough | Church of England                                                          | [ 140 ] |
|      | Beverly Shamana               | 2000             | 2008           | San Francisco Episcopal Area | Evangelisch-methodistische Kirche                                          | [ 141 ] |
|      | Connie Shelton                | 2022             |                | Raleigh Episcopal Area | Evangelisch-methodistische Kirche                                          | [ 142 ] |
|      | Kara Wagner Sherer            | 2023             |                | Episcopal Diocese of Rochester | Episkopalkirche der Vereinigten Staaten von Amerika                        | [ 143 ] |
|      | Ann Sherer-Simpson            | 1992             | 2004           | Missouri Episcopal Area | Evangelisch-methodistische Kirche                                          | [ 144 ] |
|      | Ann Sherer-Simpson            | 2004             | 2012           | Nebraska Episcopal Area | Evangelisch-methodistische Kirche                                          | |
|      | Carrie Schofield-Broadbent    | 2024             |                | Episcopal Diocese of Maryland | Episkopalkirche der Vereinigten Staaten von Amerika                        | [ 145 ] |
|      | Nomphitizelo Sibidla          | 2022             | 2026           | Kumkani Hintsa District | Methodist Church of Southern Africa                                        | |
|      | Agnes M. Sigurðardóttir       | 2012             |                | – | Isländische Staatskirche                                                   | |
|      | Naledzani Josephine Sikhwari  | 2021             |                | ELCSA Northern Diocese | Evangelisch-Lutherische Kirche im Südlichen Afrika                         | Erste lutherische Bischöfin in Südafrika                                                                                                 |
|      | Jana Šilerová                 | 1999             | 2013           | Bistum Olmütz | Tschechoslowakische Hussitische Kirche                                     | Erste Bischöfin in ihrer Kirche und in einem Land des ehemaligen Warschauer Paktes                                                       |
|      | Meriglei Simim                | 2020             |                | Diocese Anglicana de Pelotas | Igreja Episcopal Anglicana do Brasil                                       | [ 147 ] |
|      | Melissa Skelton               | 2014             | 2021           | Anglican Diocese of New Westminster                                                                                                | Anglikanische Kirche von Kanada                                            | Erzbischöfin von New Westminster, Metropolitan der Kirchenprovinz British Columbia und Yukon                                             |
|      | Laurie Skow-Anderson          | 2018             |                | Northwest Synod of Wisconsin | Evangelical Lutheran Church in America                                     | [ 149 ] |
|      | Susan Brown Snook             | 2019             |                | Episcopal Diocese of San Diego | Episkopalkirche der Vereinigten Staaten von Amerika                        | [ 150 ] |
|      | Ketlen A. Solak               | 2023             |                | Episcopal Diocese of Pittsburgh | Episkopalkirche der Vereinigten Staaten von Amerika                        | [ 151 ] |
|      | Phyllis A. Spiegel            | 2022             |                | Episcopal Diocese of Utah | Episkopalkirche der Vereinigten Staaten von Amerika                        | [ 152 ] |
|      | Heike Springhart              | 2022             |                | – | Evangelische Landeskirche in Baden                                         | |
|      | Mary Stallard                 | 2023             |                | Bistum Llandaff | Church in Wales                                                            | [ 153 ] |
|      | Elaine Stanovsky              | 2008             | 2022           | Greater Northwest Episcopal Area                                                                                                   | Evangelisch-methodistische Kirche                                          | [ 154 ] |
|      | Martha Elizabeth Stebbins     | 2019             |                | Episcopal Diocese of Montana | Episkopalkirche der Vereinigten Staaten von Amerika                        | |
|      | Nora Steen                    | 2023             |                | Sprengel Schleswig und Holstein | Evangelisch-Lutherische Kirche in Norddeutschland                          | |
|      | Sandra Steiner Ball           | 2012             | 2024           | West Virginia Episcopal Area | Evangelisch-methodistische Kirche                                          | [ 155 ] |
|      | Kristin G. Stoneking          | 2024             |                | Mountain Sky Episcopal Area | Evangelisch-methodistische Kirche                                          | [ 156 ] |
|      | Pat Storey                    | 2013             |                | Bistum Meath und Kildare | Church of Ireland                                                          | Erste Bischöfin der Church of Ireland |
|      | Ann Svennungsen               | 2012             | 2024           | Minneapolis Area Synod | Evangelical Lutheran Church in America                                     | [ 157 ] |
|      | Mary Ann Swenson              | 1992             | 2000           | Denver Episcopal Area | Evangelisch-methodistische Kirche                                          | |
|      | Mary Ann Swenson              | 2000             | 2012           | Los Angeles Episcopal Area | Evangelisch-methodistische Kirche                                          | |
|      | Mary Virginia Taylor          | 2004             | 2012           | Columbia Episcopal Area | Evangelisch-methodistische Kirche                                          | [ 158 ] |
|      | Mary Virginia Taylor          | 2012             | 2021           | Holston Episcopal Area | Evangelisch-methodistische Kirche                                          | |
|      | Maria Grace Tazu Sasamori     | 2021             |                | Bistum Hokkaido | Nippon Sei Ko Kai                                                          | Erste Bischöfin in Japan und Südostasien                                                                                                 |
|      | Viviane Thomas-Breitfeld      | 2018             | 2019           | South-Central Synod of Wisconsin                                                                                                   | Evangelical Lutheran Church in America                                     | Erste afroamerikanische Bischöfin der ELCA.                                                                                              |
|      | Ulla Thorbjørn Hansen         | 2022             |                | Bistum Roskilde | Dänische Volkskirche                                                       | |
|      | Hideide Torres                | 2016             |                | 8ª REGIÃO | Evangelisch-methodistische Kirche Brasilien                                | [ 162 ] |
|      | Megan Traquair                | 2019             |                | Episcopal Diocese of Northern California                                                                                           | Episkopalkirche der Vereinigten Staaten von Amerika                        | [ 163 ] |
|      | Rachel Treweek                | 2015             |                | Diözese Gloucester | Church of England                                                          | Erste Diözesanbischöfin der Church of England                                                                                            |
|      | Carolyn Tyler-Guidry          | 2004             | 2012           | 16th Episcopal District (Surinam, Guyana, Windward Islands, Virgin Islands, Dominikanische Republik, Haiti, Jamaica, Kuba, London) | African Methodist Episcopal Church                                         | |
|      | Anne van Gend                 | 2025             |                | Anglican Diocese of Dunedin | Anglican Church in Aotearoa, New Zealand and Polynesia                     | [ 164 ] |
|      | Cherry Vann                   | 2020             |                | Bistum Monmouth | Church in Wales                                                            | [ 165 ] |
|      | Kari Veiteberg                | 2017             | 2024           | Bistum Oslo | Norwegische Kirche                                                         | |
|      | Margaret Vertue               | 2013             | 2023           | Bistum False Bay | Anglican Church of Southern Africa                                         | |
|      | Debra Wallace-Padgett         | 2012             | 2024           | North Alabama Episcopal Area | Evangelisch-methodistische Kirche                                          | [ 166 ] |
|      | Debra Wallace-Padgett         | 2021             |                | Holston Episcopal Area | Evangelisch-methodistische Kirche                                          | [ 167 ] |
|      | Debra Wallace-Padgett         | 2024             |                | West Virginia Episcopal Area | Evangelisch-methodistische Kirche                                          | Seit 2024 auch Präsidentin des World Methodist Council                                                                                   |
|      | Ellinah Wamukoya              | 2012             | 2021           | Bistum Swaziland | Anglican Church of Southern Africa                                         | Erste anglikanische Bischöfin in Afrika                                                                                                  |
|      | Hope Ward                     | 2004             | 2012           | Mississippi Conference | Evangelisch-methodistische Kirche                                          | [ 169 ] |
|      | Hope Ward                     | 2012             | 2021           | North Carolina Annual Conference                                                                                                   | Evangelisch-methodistische Kirche                                          | |
|      | Kay Ward                      | 1998             |                | Northern Province of the Moravian Church in America                                                                                | Herrnhuter Brüdergemeine                                                   | Erste Bischöfin der Moravian Church in Amerika                                                                                           |
|      | Bärbel Wartenberg-Potter      | 2001             | 2008           | Sprengel Holstein-Lübeck | Nordelbische Evangelisch-Lutherische Kirche                                | |
|      | Catherine Waynick             | 1997             | 2017           | Episcopal Diocese of Indianapolis                                                                                                  | Episkopalkirche der Vereinigten Staaten von Amerika                        | |
|      | Dorothy Sanders Wells         | 2024             |                | Episcopal Diocese of Mississippi                                                                                                   | Episkopalkirche der Vereinigten Staaten von Amerika                        | [ 171 ] |
|      | Rosemarie Wenner              | 2005             | 2017           | Germany Episcopal Area | Evangelisch-methodistische Kirche                                          | Von 2012 bis 2014 Präsidentin des Bischofsrates der United Methodist Church                                                              |
|      | Lesley Wheeler-Dame           | 2020             |                | Bistum Yukon | Anglikanische Kirche von Kanada                                            | [ 172 ] |
|      | Faith Whitby                  | 2021             | 2025           | Central District | Methodist Church of Southern Africa                                        | [ 173 ] |
|      | Kristin Uffelman White        | 2024             |                | Episcopal Diocese of Southern Ohio                                                                                                 | Episkopalkirche der Vereinigten Staaten von Amerika                        | [ 174 ] |
|      | Julia Whitworth               | 2024             |                | Episcopal Diocese of Massachusetts                                                                                                 | Episkopalkirche der Vereinigten Staaten von Amerika                        | [ 175 ] |
|      | Shelley Wickstrom             | 2012             |                | Alaska Synod | Evangelical Lutheran Church in America                                     | [ 176 ] |
|      | Delores J. Williamston        | 2022             |                | Louisiana Episcopal Area | Evangelisch-methodistische Kirche                                          | [ 177 ] |
|      | Geralyn Wolf                  | 1996             | 2012           | Episcopal Diocese of Rhode Island                                                                                                  | Episkopalkirche der Vereinigten Staaten von Amerika                        | |
|      | Ruth Woodliff-Stanley         | 2021             |                | Episcopal Diocese of South Carolina                                                                                                | Episkopalkirche der Vereinigten Staaten von Amerika                        | |
|      | Lauma Zušēvica                | 2015             |                | – | Lettische Evangelisch-Lutherische Kirche weltweit                          | Erzbischöfin |
| Bild | Name                          | Amtszeit: Beginn | Amtszeit: Ende | Bistum | Kirche                                                                     | Bemerkungen |